# Alexteroon obstetricans
Espèce
Synonymes
- Hyperolius obstetricans Ahl, 1931

Statut de conservation UICN

 LC  : Préoccupation mineure
Alexteroon obstetricans est une espèce d'amphibiens de la famille des Hyperoliidae.

## Répartition
Cette espèce se rencontre dans le Sud du Cameroun, au Gabon et en Guinée équatoriale. Elle pourrait être présente dans la République du Congo,.

## Description
Alexteroon obstetricans mesure de 26 à 31 mm. Son dos est vert clair avec de petites taches blanches. La face interne de ses membres est bleu turquoise. Son ventre, transparent, permet de voir ses organes internes.

## Publication originale
- Ahl, 1931 : Amphibia, Anura III, Polypedatidae. Das Tierreich, vol. 55, p. 477.